# 7 Dywizja Piechoty (III Rzesza)
7 (Bawarska) Dywizja Piechoty (niem. 7. Infanterie-Division) – niemiecki związek taktyczny, uczestniczył w agresji na Polskę, Belgię i Francję oraz ataku na Związek Radziecki.

## Formowanie i szlak bojowy
7 Dywizja Piechoty (7 DP) tworzona została w 1935 w Monachium (stąd nieoficjalne określenie: „Bawarska” w nazwie). Weszła w skład Grupy Armii Południe.
Agresja na Polskę
1 września 1939 7 DP pod dowództwem gen. bryg. Eugena Otta przekroczyła granicę polską w Zwardoniu. Potężne uderzenie odpierał polski pododdział pod dowództwem por. Talarka. Realizując rozkaz przełożonego, pod naporem przeważających sił przeciwnika, zmuszony był wycofać się jednak w rejon Baraniej Góry.
2 września 1939 w godzinach rannych nastąpiło kolejne uderzenie 7 DP w rejonie Ujsół, Milówki i Kamesznicy w Beskidzie Żywieckim oraz w rejonie Istebnej, Koniakowa w Beskidzie Śląskim. Natarcie to przypłacili jednak Niemcy niemałą ceną, pozostawiając w Ujsołach, Rajczy, Nieledwi i Kamesznicy ponad 50 zabitych, a także dużo zniszczonego sprzętu bojowego (głównie samochodów opancerzonych). O godz. 11.00 natarcie oddziałów 7 DP zostało zatrzymane w Milówce.
Oddziały niemieckie po przegrupowaniu ponowiły atak. W ramach artyleryjskiego przygotowania posypała się lawina pocisków i zapłonęły pierwsze chałupy. W pół godziny później do ataku ruszyła piechota niemiecka, która wkrótce znalazła się na przedpolach schronów bojowych w Węgierskiej Górce. 17 tys. żołnierzy 7 DP szturmowało maleńki oddział polski, któremu udało się  odeprzeć pierwszą falę uderzenia celnym ogniem ckm-ów.
Niemcy zaczęli ostrożniej podchodzić do ataku, decydując się na zdobywanie poszczególnych schronów po kolei. Taktyka ta, której kluczowym punktem były grupy szturmowe wspomagane przez saperów, nie dała spodziewanych efektów. I tak ataki trwały aż do późnych godzin nocnych. Płk Gaładyk dopiero wieczorem wydał rozkazał wycofanie się obrońcom. Załoga fortu "Waligóra" (dowódca por. Leopold Galocz) zmuszona była do wycofania się z powodu braku amunicji. Walki trwały 8 godzin, po czym opór stawiły 2 forty w Węgierskiej Górce "Włóczęga" (dow. ppor. Marian Małkowski) i "Wędrowiec" (dowódca kpt. T. Semik), oraz 1 i 2 kompania strzelecka baonu "Berezwecz" (mjr Kazimierz Czarkowski), do których nie dotarł rozkaz wycofania się.
Rankiem 3 września 1939 kpt. Semik zabronił prowadzenia ognia z wierzchu fortu i korzystał jedynie z ckm i działka 37 mm zamocowanych w ambrazurach. Rozkazu tego nie wykonał jego zastępca sierżant Raczyński i zginął przeszyty ogniem ciężkiego karabinu maszynowego.
Rozbite oddziały batalionu KOP "Berezwecz" i skompletowane pod dowództwem kpt. Wajdowicza w ciągu nocy z 2 na 3 września 1939 i dalej w ciągu 3 września stoczyły jeszcze potyczkę z oddziałami niemieckimi przedzierając się przez wieś Lipowa.
Fort "Włóczęga" poddał się 3 września o godz. 8.30, a fort "Wędrowiec" dowodzony przez kpt. Tadeusza Semika o godz. 17.00. Mimo ogromnej przewagi liczebnej i technicznej, Niemcy ponieśli spore, szacowane na 200-300 ludzi, straty.
Pozostałe oddziały wycofały się w kierunku Żywca i Andrychowa. Utworzona z resztek 1 i 2 kompanii nowa kompania pod dowództwem kpt. Tadeusza Kadego wycofała się przez Ostre w kierunku Lipowej.
W dalszym marszu 4 września 1939 w godzinach rannych jednostki polskie stoczyły ciężki bój w rejonie Zadziela–Oczków z napotkanymi oddziałami 7 DP, zadając nieprzyjacielowi ciężkie straty w ilości 47 zabitych i wielu rannych (był to ostatni bój Batalionu KOP "Berezwecz" na Ziemi Żywieckiej).
Agresja na Belgię i Francję
W 1940 7 DP brała udział w agresji na Belgię i Francję. Na terytorium Belgii walczyła przeciw Brytyjskiemu Korpusowi Ekspedycyjnemu. 
Atak na Związek Radziecki
W kwietniu 1941 została przerzucona na terytorium okupowanej Polski. Od 22 czerwca 1941 uczestniczyła w ataku na Związek Radziecki. Po bitwie pod Kurskiem, toczyła walki odwrotowe zakończone w latem 1944 roku na linii Wisły. Szlak bojowy zakończyła na Półwyspie Helskim, oddając się 8 maja 1945 do niewoli Armii Czerwonej.

## Dowódcy dywizji
- gen. Eugen Ott 1 sierpnia - 30 września 1939)
- gen. Eccard Freiherr von Gablenz (30 września 1939 - 13 grudnia 1941)
- gen. Hans Jordan (13 grudnia 1941 - 1 listopada 1942)
- gen. Fritz-Georg von Rappard (1 listopada 1942 - 2 października 1943)
- gen. Carl André (2 października 1943 - 30 listopada 1943)
- gen. Gustav Gihr (30 listopada 1943 - 9 grudnia 1943)
- gen. Hans Traut (9 grudnia 1943 - 15 lutego 1944)
- gen. Fritz-Georg von Rappard (15 lutego 1944 - sierpień 1944)
- gen. Alois Weber sierpień 1944 - sierpień 1944)
- gen. Fritz-Georg von Rappard (sierpień 1944 - luty 1945)
- gen. Rudolf Noak (luty 1945 - 8 maja 1945)

## Rejony działań
- Polska  (agresja zbrojna i okupacja, wrzesień 1939 - maj 1940)
- Belgia i Francja (agresja zbrojna i okupacja, maj 1940 - czerwiec 1940)
- III Rzesza (czerwiec 1940 - czerwiec 1941)
- Związek Radziecki (agresja zbrojna, czerwiec 1941 - luty 1945)
- III Rzesza Gdańsk (luty 1945 - maj 1945)

## Struktura organizacyjana
- 19 pułk piechoty
- 61 pułk piechoty
- 62 pułk piechoty
- 7 zmotoryzowany batalion przeciwpancerny
- 7 batalion rozpoznawczy
- 7 pułk artylerii
  - 1 batalion
  - 2 batalion
  - 3 batalion
  - 1/ 3 pułku artylerii
- 7 rezerwowy batalion polowy
- 7 batalion łączności
- 7 batalion saperów
- jednostki zaopatrzeniowe